# Östra Vram
Östra Vram är kyrkbyn i Östra Vrams socken i Kristianstads kommun i Skåne län, belägen just öster om Tollarp.
Östra Vram består i dag endast av hus längs vägarna utan sluten bykärna. Invid Östra Vrams kyrka möts vägen till Hommentorp med den gamla landsvägen från Kristianstad mot Lund och Malmö.
I dagens församlingshem fanns tidigare byns skola, nedlagd på 1960-talet. 
1881 genomkorsades byn av Gärds härads järnväg. I byn anlades station, som senare fick bränneri. Järnvägen, med sin sträckning till Everöd och därifrån mot såväl Åhus som Degeberga, lades ned 1936. Spåren låg dock kvar ut till bränneriet fram till 1960-talet. Över Vramsån byggdes en järnvägsbro, som fortfarande finns kvar 2010.

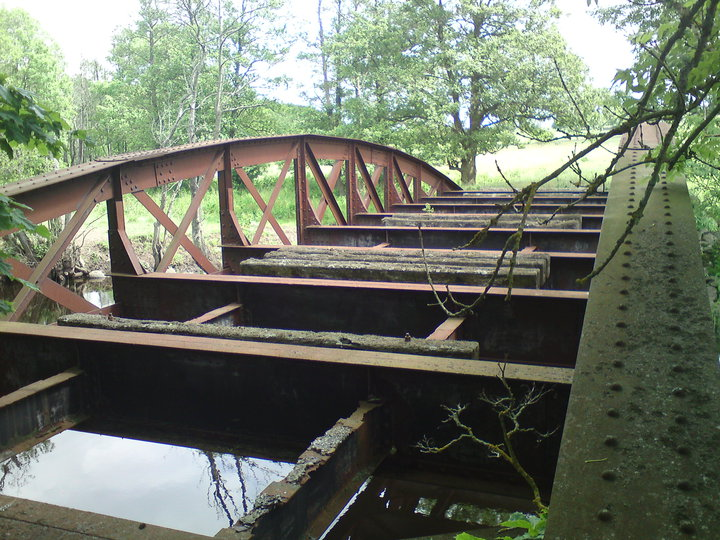
Bevarad järnvägsbro över Vramsån.